# Рожищенская городская община
Рожищенская городская община (укр. Рожищенська міська громада) — территориальная община в Луцком районе Волынской области Украины.
Административный центр — город Рожище.
Население составляет 28161 человек. Площадь — 462,4 км².
В соответствии с распоряжением Кабинета Министров Украины от 12 июня 2020 года, в состав общины вошла территория Рожищенского городского совета, Дубищенского поселкового совета, а также Кобченского, Литогощанского, Луковского, Мыльского, Навозского, Носачевичевского, Пересповского, Пожарковского, Рудко-Козинского, Руднянского, Сокольского, Тихотинского и Топольненского сельских советов упразднённого Рожищенского района.

## Населённые пункты
В состав общины входят 1 город, 1 посёлок и 35 сёл:
- Город Рожище
- Дубищенский старостинский округ:
  - Посёлок Дубище
  - Валерьяновка
  - Елизаветин
  - Ольгановка
  - Рудня
- Носачевичевский старостинский округ:
  - Вишенки
  - Крыжовка
  - Луков
  - Незвир
  - Носачевичи
  - Олешковичи
- Пересповский старостинский округ:
  - Береговое
  - Бортяховка
  - Богушовская Марьяновка
  - Забара
  - Ивановка
  - Корсыни
  - Линевка
  - Литогоща
  - Малиновка
  - Мирославка
  - Мыльск
  - Переспа
  - Тихотин
  - Трилесцы
- Рудко-Козинский старостинский округ:
  - Козин
  - Оленовка
  - Пожарки
  - Рудка-Козинская
- Сокольский старостинский округ:
  - Духче
  - Навоз
  - Сокол
- Топольненский старостинский округ:
  - Дмитровка
  - Кобче
  - Михайлин
  - Топольно